# دوروثي دير
دوروثي دير (بالإنجليزية: Dorothy Dare) هي مغنية وممثلة أمريكية، ولدت في 6 أغسطس 1911 في فيلادلفيا في الولايات المتحدة، وتوفيت في 4 أكتوبر 1981 في مقاطعة أورانج في الولايات المتحدة.

## أعمال

### أفلام
- (1935) الباحثون عن الذهب عام 1935

## وصلات خارجية
- دوروثي دير على موقع IMDb (الإنجليزية)
- دوروثي دير على موقع قاعدة بيانات برودواي على الإنترنت (الإنجليزية)
- دوروثي دير على موقع قاعدة بيانات الفيلم (الإنجليزية)